# 1999-es Nickelodeon Kids’ Choice Awards
Ez a tizenkettedik Nickelodeon Kids’ Choice Awards. amelyet 1999. május 1-én rendeztek Pauley Pavilion, Los Angeles, Kaliforniában.

## Győztesek és jelöltek

### Kedvenc filmszínész
- Adam Sandler – A vizesnyolcas és Nászok ásza
- Eddie Murphy – Dr. Dolittle
- Chris Tucker – Csúcsformában
- Jim Carrey – Truman Show

### Kedvenc filmszínésznő
- Drew Barrymore – Nászok ásza és Örökkön-örökké
- Spice Girls – Spice World
- Julia Roberts – Édesek és mostohák
- Meg Ryan – A szerelem hálójában

### Kedvenc film
- Rugrats mozi – Fecsegő tipegők
- Egy bogár élete
- Dr. Dolittle
- A vizesnyolcas

### Kedvenc tv-színész
- Kel Mitchell – Sok hűhó és Kenan és Kel
- Drew Carey – The Drew Carey Show
- Tim Allen – Házi barkács
- Jonathan Taylor Thomas – Házi barkács

### Kedvenc tv-színésznő
- Mary-Kate és Ashley Olsen – 2×2 néha sok(k)
- Sarah Michelle Gellar – Buffy, a vámpírok réme
- Jennifer Aniston – Jóbarátok
- Melissa Joan Hart – Sabrina, a tiniboszorkány

### Kedvenc tv-show
- Sok hűhó
- Hetedik mennyország
- A kis gézengúz
- Buffy, a vámpírok réme

### Kedvenc rajzfilm
- Fecsegő tipegők
- MacsEb
- Sötét zsaruk
- A Simpson család

### Kedvenc együttes
- ’N Sync
- Backstreet Boys
- TLC
- Spice Girls

### Kedvenc énekes
- Will Smith
- Usher
- Brandy
- Aaliyah

### Kedvenc dal
- Backstreet Boys – Everybody (Backstreet's Back)
- Aaliyah – Are You That Somebody?
- Will Smith – Gettin' Jiggy wit It
- Will Smith – Miami

### Kedvenc sportcsapat
- Chicago Bulls
- Denver Broncos
- Dallas Cowboys
- New York Yankees

### Kedvenc férfi sportoló
- Michael Jordan
- Shaquille O’Neal
- Tiger Woods
- Mark McGwire

### Kedvenc női sportoló
- Tara Lipinski(wd)
- Cynthia Cooper
- Kristi Yamaguchi
- Dominique Moceanu

### Kedvenc videójáték
- Super Mario 64
- Crash Bandicoot
- Yoshi's Story
- The Legend of Zelda: Ocarina of Time

### Kedvenc filmbeli állat
- Sabrina, a tiniboszorkány – Salem  (Amerikai rövidszőrű)
- Rosszcsont kalandjai  – Willy (Jack Russell terrier)
- Szájkosaras kosaras 2. - A rögbipályák réme – Buddy (golden retriever)
- Babe 2. - Kismalac a nagyvárosban – Babe (malac)

### Kedvenc emelkedő sztár
- Kyla Pratt(wd) – Dr. Dolittle
- Leon Frierson – Sok hűhó
- Natalie Imbruglia – Left of the Middle
- Kerry Wood – Chicago Cubs

### Kedvenc könyv
- Chicken Soup for the Soul
- The Discovery
- Godzilla
- Titanic Crossing

### Hall of Fame díjas
- Jonathan Taylor Thomas

## Nyálkás hírességek
- Randy Savage
- Rozonda Thomas

## Fordítás
- Ez a szócikk részben vagy egészben  a(z)   1999 Kids' Choice Awards című angol Wikipédia-szócikk ezen változatának fordításán alapul.  Az eredeti cikk szerkesztőit annak laptörténete sorolja fel. Ez a jelzés csupán a megfogalmazás eredetét és a szerzői jogokat jelzi, nem szolgál a cikkben szereplő információk forrásmegjelöléseként.